# Patinação artística nos Jogos Olímpicos de Inverno de 2022 - Dança no gelo
A competição de dança no gelo da patinação artística nos Jogos Olímpicos de Inverno de 2022 foi disputada na Ginásio Indoor da Capital, localizado em Pequim. A dança rítmica foi realizada em 12 de fevereiro e a dança livre no dia 14 de fevereiro.

## Medalhistas
| Ouro   | FRA Gabriella Papadakis / Guillaume Cizeron |
| Prata  | ROC Victoria Sinitsina / Nikita Katsalapov  |
| Bronze | USA Madison Hubbell / Zachary Donohue       |

## Programação
Horário local (UTC+8).
| Data            | Horário | Evento        |
| --------------- | ------- | ------------- |
| 12 de fevereiro | 19:00   | Dança rítmica |
| 14 de fevereiro | 9:15    | Dança livre   |

## Resultados

### Dança rítmica
| Pos.                      | Atletas                                      | País                | TSS   | TES   | PCS   | SS   | TR   | PE   | CH   | IN   | Ded  | StN |
| ------------------------- | -------------------------------------------- | ------------------- | ----- | ----- | ----- | ---- | ---- | ---- | ---- | ---- | ---- | --- |
| 1                         | Gabriella Papadakis / Guillaume Cizeron      | FRA França          | 90.83 | 51.65 | 39.18 | 9.71 | 9.61 | 9.86 | 9.82 | 9.96 | 0.00 | 18  |
| 2                         | Victoria Sinitsina / Nikita Katsalapov       | ROC                 | 88.85 | 50.26 | 38.59 | 9.64 | 9.46 | 9.71 | 9.68 | 9.75 | 0.00 | 19  |
| 3                         | Madison Hubbell / Zachary Donohue            | USA Estados Unidos  | 87.13 | 48.82 | 38.31 | 9.61 | 9.36 | 9.64 | 9.64 | 9.64 | 0.00 | 23  |
| 4                         | Madison Chock / Evan Bates                   | USA Estados Unidos  | 84.14 | 46.39 | 37.75 | 9.36 | 9.25 | 9.50 | 9.57 | 9.50 | 0.00 | 20  |
| 5                         | Alexandra Stepanova / Ivan Bukin             | ROC                 | 84.09 | 47.09 | 37.00 | 9.18 | 9.00 | 9.32 | 9.32 | 9.43 | 0.00 | 16  |
| 6                         | Piper Gilles / Paul Poirier                  | CAN Canadá          | 83.52 | 46.17 | 37.35 | 9.32 | 9.18 | 9.46 | 9.36 | 9.36 | 0.00 | 21  |
| 7                         | Charlène Guignard / Marco Fabbri             | ITA Itália          | 82.68 | 45.85 | 36.83 | 9.14 | 9.04 | 9.32 | 9.29 | 9.25 | 0.00 | 22  |
| 8                         | Laurence Fournier Beaudry / Nikolaj Sørensen | CAN Canadá          | 78.54 | 43.89 | 34.65 | 8.68 | 8.46 | 8.71 | 8.71 | 8.75 | 0.00 | 15  |
| 9                         | Olivia Smart / Adrián Díaz                   | ESP Espanha         | 77.70 | 42.78 | 34.92 | 8.61 | 8.50 | 8.82 | 8.79 | 8.93 | 0.00 | 14  |
| 10                        | Lilah Fear / Lewis Gibson                    | GBR Grã-Bretanha    | 76.45 | 41.70 | 34.75 | 8.54 | 8.43 | 8.82 | 8.79 | 8.86 | 0.00 | 17  |
| 11                        | Kaitlin Hawayek / Jean-Luc Baker             | USA Estados Unidos  | 74.58 | 40.80 | 33.78 | 8.36 | 8.21 | 8.54 | 8.50 | 8.61 | 0.00 | 13  |
| 12                        | Wang Shiyue / Liu Xinyu                      | CHN China           | 73.41 | 40.16 | 33.25 | 8.29 | 8.14 | 8.43 | 8.39 | 8.32 | 0.00 | 11  |
| 13                        | Marjorie Lajoie / Zachary Lagha              | CAN Canadá          | 72.59 | 39.67 | 32.92 | 8.18 | 8.00 | 8.36 | 8.32 | 8.29 | 0.00 | 12  |
| 14                        | Diana Davis / Gleb Smolkin                   | ROC                 | 71.66 | 39.31 | 32.25 | 7.96 | 7.86 | 8.21 | 8.11 | 8.29 | 0.00 | 9   |
| 15                        | Natalia Kaliszek / Maksym Spodyriev          | POL Polônia         | 70.32 | 39.51 | 30.81 | 7.57 | 7.57 | 7.71 | 7.86 | 7.79 | 0.00 | 7   |
| 16                        | Juulia Turkkila / Matthias Versluis          | FIN Finlândia       | 68.23 | 38.14 | 31.09 | 7.79 | 7.54 | 7.93 | 7.79 | 7.82 | 1.00 | 2   |
| 17                        | Natálie Taschlerová / Filip Taschler         | CZE República Checa | 67.22 | 37.07 | 30.15 | 7.57 | 7.29 | 7.57 | 7.61 | 7.64 | 0.00 | 4   |
| 18                        | Maria Kazakova / Georgy Reviya               | GEO Geórgia         | 67.08 | 37.17 | 29.91 | 7.43 | 7.21 | 7.54 | 7.57 | 7.64 | 0.00 | 8   |
| 19                        | Tina Garabedian / Simon Proulx-Sénécal       | ARM Armênia         | 65.87 | 35.57 | 30.30 | 7.57 | 7.36 | 7.71 | 7.61 | 7.61 | 0.00 | 10  |
| 20                        | Oleksandra Nazarova / Maksym Nikitin         | UKR Ucrânia         | 65.53 | 35.44 | 30.09 | 7.54 | 7.50 | 7.50 | 7.50 | 7.57 | 0.00 | 3   |
| Não avançou à dança livre |                                              |                     |       |       |       |      |      |      |      |      |      |     |
| 21                        | Katharina Müller / Tim Dieck                 | GER Alemanha        | 65.47 | 35.56 | 29.91 | 7.43 | 7.29 | 7.64 | 7.54 | 7.50 | 0.00 | 1   |
| 22                        | Misato Komatsubara / Tim Koleto              | JPN Japão           | 65.41 | 35.58 | 29.83 | 7.46 | 7.25 | 7.54 | 7.54 | 7.50 | 0.00 | 6   |
| 23                        | Paulina Ramanauskaitė / Deividas Kizala      | LTU Lituânia        | 58.35 | 32.49 | 25.86 | 6.54 | 6.18 | 6.61 | 6.54 | 6.43 | 0.00 | 5   |

### Dança livre
| Pos. | Atletas                                      | País                | TSS    | TES   | PCS   | SS   | TR   | PE   | CH    | IN   | Ded  | StN |
| ---- | -------------------------------------------- | ------------------- | ------ | ----- | ----- | ---- | ---- | ---- | ----- | ---- | ---- | --- |
| 1    | Gabriella Papadakis / Guillaume Cizeron      | FRA França          | 136.15 | 76.75 | 59.40 | 9.82 | 9.79 | 9.96 | 10.00 | 9.93 | 0.00 | 20  |
| 2    | Victoria Sinitsina / Nikita Katsalapov       | ROC                 | 131.66 | 73.43 | 58.23 | 9.71 | 9.61 | 9.75 | 9.71  | 9.75 | 0.00 | 19  |
| 3    | Madison Hubbell / Zachary Donohue            | USA Estados Unidos  | 130.89 | 73.56 | 58.33 | 9.75 | 9.57 | 9.82 | 9.68  | 9.79 | 1.00 | 18  |
| 4    | Madison Chock / Evan Bates                   | USA Estados Unidos  | 130.63 | 72.59 | 58.04 | 9.50 | 9.54 | 9.68 | 9.89  | 9.75 | 0.00 | 17  |
| 5    | Charlène Guignard / Marco Fabbri             | ITA Itália          | 124.37 | 69.22 | 55.15 | 9.14 | 9.07 | 9.29 | 9.21  | 9.25 | 0.00 | 14  |
| 6    | Olivia Smart / Adrián Díaz                   | ESP Espanha         | 121.41 | 67.71 | 53.70 | 8.75 | 8.68 | 9.14 | 9.11  | 9.07 | 0.00 | 12  |
| 7    | Piper Gilles / Paul Poirier                  | CAN Canadá          | 121.26 | 66.19 | 55.07 | 9.14 | 9.04 | 9.21 | 9.21  | 9.29 | 0.00 | 15  |
| 8    | Alexandra Stepanova / Ivan Bukin             | ROC                 | 120.98 | 65.34 | 55.64 | 9.25 | 9.18 | 9.18 | 9.46  | 9.29 | 0.00 | 16  |
| 9    | Lilah Fear / Lewis Gibson                    | GBR Grã-Bretanha    | 115.19 | 63.21 | 51.98 | 8.50 | 8.39 | 8.82 | 8.79  | 8.82 | 0.00 | 11  |
| 10   | Kaitlin Hawayek / Jean-Luc Baker             | USA Estados Unidos  | 115.16 | 62.99 | 52.17 | 8.61 | 8.54 | 8.75 | 8.68  | 8.89 | 0.00 | 10  |
| 11   | Laurence Fournier Beaudry / Nikolaj Sørensen | CAN Canadá          | 113.81 | 61.05 | 52.76 | 8.75 | 8.61 | 8.86 | 8.86  | 8.89 | 0.00 | 13  |
| 12   | Wang Shiyue / Liu Xinyu                      | CHN China           | 111.01 | 61.34 | 50.67 | 8.39 | 8.25 | 8.54 | 8.50  | 8.54 | 1.00 | 9   |
| 13   | Marjorie Lajoie / Zachary Lagha              | CAN Canadá          | 108.43 | 58.93 | 49.50 | 8.18 | 7.96 | 8.39 | 8.36  | 8.36 | 0.00 | 8   |
| 14   | Diana Davis / Gleb Smolkin                   | ROC                 | 108.16 | 59.77 | 48.39 | 7.89 | 7.75 | 8.25 | 8.25  | 8.18 | 0.00 | 7   |
| 15   | Juulia Turkkila / Matthias Versluis          | FIN Finlândia       | 105.65 | 58.07 | 47.58 | 7.82 | 7.54 | 8.14 | 8.11  | 8.04 | 0.00 | 5   |
| 16   | Tina Garabedian / Simon Proulx-Sénécal       | ARM Armênia         | 101.16 | 55.74 | 45.42 | 7.54 | 7.32 | 7.71 | 7.64  | 7.64 | 0.00 | 2   |
| 17   | Natálie Taschlerová / Filip Taschler         | CZE República Checa | 101.10 | 55.42 | 45.68 | 7.68 | 7.39 | 7.64 | 7.71  | 7.64 | 0.00 | 4   |
| 18   | Oleksandra Nazarova / Maksym Nikitin         | UKR Ucrânia         | 97.34  | 52.30 | 45.04 | 7.43 | 7.39 | 7.46 | 7.61  | 7.64 | 0.00 | 1   |
| 19   | Maria Kazakova / Georgy Reviya               | GEO Geórgia         | 97.25  | 52.21 | 45.04 | 7.43 | 7.39 | 7.43 | 7.71  | 7.57 | 0.00 | 3   |
| 20   | Natalia Kaliszek / Maksym Spodyriev          | POL Polônia         | 96.99  | 54.26 | 44.73 | 7.32 | 7.46 | 7.32 | 7.64  | 7.54 | 2.00 | 6   |

### Geral
| Pos.              | Atletas                                      | País                | Pontos totais | SP    | SP | FS     | FS |
| ----------------- | -------------------------------------------- | ------------------- | ------------- | ----- | -- | ------ | -- |
| Medalha de ouro   | Gabriella Papadakis / Guillaume Cizeron      | FRA França          | 226.98        | 90.83 | 1  | 136.15 | 1  |
| Medalha de prata  | Victoria Sinitsina / Nikita Katsalapov       | ROC                 | 220.51        | 88.85 | 2  | 131.66 | 2  |
| Medalha de bronze | Madison Hubbell / Zachary Donohue            | USA Estados Unidos  | 218.02        | 87.13 | 3  | 130.89 | 3  |
| 4                 | Madison Chock / Evan Bates                   | USA Estados Unidos  | 214.77        | 84.14 | 4  | 130.63 | 4  |
| 5                 | Charlène Guignard / Marco Fabbri             | ITA Itália          | 207.05        | 82.68 | 7  | 124.37 | 5  |
| 6                 | Alexandra Stepanova / Ivan Bukin             | ROC                 | 205.07        | 84.09 | 5  | 120.98 | 8  |
| 7                 | Piper Gilles / Paul Poirier                  | CAN Canadá          | 204.78        | 83.52 | 6  | 121.26 | 7  |
| 8                 | Olivia Smart / Adrián Díaz                   | ESP Espanha         | 199.11        | 77.70 | 9  | 121.41 | 6  |
| 9                 | Laurence Fournier Beaudry / Nikolaj Sørensen | CAN Canadá          | 192.35        | 78.54 | 8  | 113.81 | 11 |
| 10                | Lilah Fear / Lewis Gibson                    | GBR Grã-Bretanha    | 191.64        | 76.45 | 10 | 115.19 | 9  |
| 11                | Kaitlin Hawayek / Jean-Luc Baker             | USA Estados Unidos  | 189.74        | 74.58 | 11 | 115.16 | 10 |
| 12                | Wang Shiyue / Liu Xinyu                      | CHN China           | 184.42        | 73.41 | 12 | 111.01 | 12 |
| 13                | Marjorie Lajoie / Zachary Lagha              | CAN Canadá          | 181.02        | 72.59 | 13 | 108.43 | 13 |
| 14                | Diana Davis / Gleb Smolkin                   | ROC                 | 179.82        | 71.66 | 14 | 108.16 | 14 |
| 15                | Juulia Turkkila / Matthias Versluis          | FIN Finlândia       | 173.88        | 68.23 | 16 | 105.65 | 15 |
| 16                | Natálie Taschlerová / Filip Taschler         | CZE República Checa | 168.32        | 67.22 | 17 | 101.10 | 17 |
| 17                | Natalia Kaliszek / Maksym Spodyriev          | POL Polônia         | 167.31        | 70.32 | 15 | 96.99  | 20 |
| 18                | Tina Garabedian / Simon Proulx-Sénécal       | ARM Armênia         | 167.03        | 65.87 | 19 | 101.16 | 16 |
| 19                | Maria Kazakova / Georgy Reviya               | GEO Geórgia         | 164.33        | 67.08 | 18 | 97.25  | 19 |
| 20                | Oleksandra Nazarova / Maksym Nikitin         | UKR Ucrânia         | 162.87        | 65.53 | 20 | 97.34  | 18 |
| 21                | Katharina Müller / Tim Dieck                 | GER Alemanha        | 65.47         | 65.47 | 21 | —      | —  |
| 22                | Misato Komatsubara / Tim Koleto              | JPN Japão           | 65.41         | 65.41 | 22 | —      | —  |
| 23                | Paulina Ramanauskaitė / Deividas Kizala      | LTU Lituânia        | 58.35         | 58.36 | 23 | —      | —  |

Legenda
| Recorde mundial      | Recorde mundial (World record)               |                       | Recorde africano                      | Recorde africano (African) |                                           | Q | Classificado por posição (Qualified) |
| Recorde olímpico     | Recorde olímpico (Olympic record)            | Recorde da América    | Recorde da América (Americas)         | q                          | Classificado por melhor tempo (Qualified) |   |                                      |
| Melhor marca do ano  | Melhor marca do ano (World leading)          | Recorde asiático      | Recorde asiático (Asian)              | DNS                        | Não largou (Did not start)                |   |                                      |
| Recorde nacional     | Recorde nacional (National record)           | Recorde europeu       | Recorde europeu (European)            | DNF                        | Não terminou (Did not finish)             |   |                                      |
| Recorde pessoal      | Recorde pessoal do atleta (Personal best)    | Recorde da Oceania    | Recorde da Oceania (Oceania)          | DSQ / DQ                   | Desclassificado (Disqualified)            |   |                                      |
| Recorde da temporada | Recorde da temporada do atleta (Season best) | Recorde sul-americano | Recorde sul-americano (South America) | NM                         | Sem marca (No mark)                       |   |                                      |